# Manoir de Bellegarde
Le manoir de Bellegarde est un édifice situé à Tourouvre au Perche, en France.

## Localisation
Le monument est situé dans le département français de l'Orne, à 2 km au sud-ouest du bourg de Tourouvre, commune déléguée de la commune nouvelle de Tourouvre au Perche.

## Architecture
Les façades et les toitures du manoir, le mur d'enceinte avec le pavillon d'angle et le porche d'entrée avec sa grille sont inscrits au titre des monuments historiques depuis le 30 mars 1978.